# Fabrizio Forquet
Fabrizio Forquet (Napoli, 23 maggio 1967 – Roma, 2 aprile 2016) è stato un giornalista italiano.

## Biografia
Discendente di una nobile famiglia napoletana di antiche origini francesi, era figlio di Pietro Forquet, giocatore di bridge di fama internazionale, membro del Blue Team.
Si è laureato in lettere, indirizzo di storia economica, all'Università Federico II di Napoli, col massimo dei voti e la lode. Si è poi specializzato in giornalismo presso la Libera università internazionale degli studi sociali Guido Carli di Roma.
È stato vicedirettore e capo della redazione romana del quotidiano Sole 24 Ore. Si occupava, in particolare, di politica economica e di politica italiana. Ha pubblicato, per Laterza, in collaborazione con Giuliano Amato, il libro Lezioni dalla crisi, saggio sulla grande crisi economico-finanziaria del 2007-2013, opera premiata con il Gozzo d'argento come miglior libro di economia del 2013. È stato direttore scientifico del master in Giornalismo economico del Gruppo 24 Ore e direttore del master in Management politico Sole24Ore-LUISS. Ha pubblicato, sempre per Laterza, il libro intervista Noi in bilico, sui temi della integrazione europea.
Ha fatto parte del comitato editoriale della fondazione Italianieuropei.
È morto a 48 anni il 2 aprile 2016 due settimane dopo un ricovero per un malore. Era sposato con Valentina Consiglio e padre di quattro figli.

## Pubblicazioni
Ha scritto libri e articoli su politica, politica economica, Unione europea, lavoro, comunicazione.
- con Giuliano Amato, Lezioni dalla crisi, Bari, Laterza, 2013.
- con Giuliano Amato, Noi in bilico. Inquietudini e speranza di un cittadino europeo, Bari, Laterza, 2005, ISBN 88-420-7518-3.
- con Giuliano Amato, Tornare al futuro. La sinistra e il mondo che ci aspetta, Bari, Laterza, 2005, ISBN 88-420-6554-4.
- con Elena Molinari e Lina Palmerini, Il lavoro in affitto. Le regole. La situazione del mercato. I profili richiesti. Le imprese autorizzate, Milano, Il Sole 24 Ore Pirola, 1999, ISBN 978-88-7187-946-8.
- con Valentina Consiglio, Editoria, comunicazione, giornalismo, Milano, Il Sole 24 Ore Pirola, 1999.